# Helmut Ustrowski
Helmut Ustrowski (* 12. Dezember 1925 in Berlin; † unbekannt) war ein deutscher Dreher und Volkskammerabgeordneter für den Freien Deutschen Gewerkschaftsbund (FDGB).

## Leben
Ustrowski war der Sohn einer Arbeiterfamilie. Nach dem Besuch der Volksschule nahm er eine dreijährige Lehre als Dreher auf und arbeitete danach in diesem Beruf in Berlin. Nach Ausbruch des Zweiten Weltkrieges wurde er zur deutschen Wehrmacht einberufen. Gegen Kriegsende geriet er in Gefangenschaft. Nach seiner Entlassung nahm er seinen alten Beruf in Berlin wieder auf und war später im VEB Transformatorenwerk "Kael Liebknecht" in Berlin-Oberschöneweide tätig.

## Politik
Ustrowski trat 1954 in den FDGB ein und war von 1959 bis 1961 Sozialbevollmächtigter und seit 1961 BGL-Mitglied und Gewerkschaftsvertrauensmann des VEB Transformatorenwerk „Karl Liebknecht“ Berlin-Oberschöneweide.
In der Wahlperiode von 1963 bis 1967 war er als sogenannter Berliner Vertreter Mitglied der FDGB-Fraktion in der Volkskammer der DDR.

## Auszeichnungen
- Aktivist der sozialistischen Arbeit